# Varanus louisiadensis
Varanus louisiadensis — вид варанів, що походить з архіпелагу Луїзіади в Папуа-Новій Гвінеї. Вид мешкає на всіх трьох великих островах Луїзіадського архіпелагу: Тагула, Місіма та Россел. Вперше був описаний у 2023 році разом із Varanus tanimbar.

## Опис
Varanus louisiadensis має 3% генетичної відмінності від інших видів варанів. Його тіло, як правило, чорного кольору з наявністю жовтих візерунків, які з віком стають менш виразними.
Вимірювання, проведені на вибірці з 11 особин, показали, що довжина тіла до хвоста коливається від 115 мм до 460 мм, а довжина хвоста – від 270 мм до 1170 мм.